# Perth Bridge
Die Perth Bridge ist eine Straßenbrücke in der schottischen Stadt Perth in der Council Area Perth and Kinross. 1965 wurde die Brücke in die schottischen Denkmallisten in der höchsten Denkmalkategorie A aufgenommen.

## Geschichte
Am Standort existierten seit dem 11. Jahrhundert mehrere Vorgängerbauwerke. So zerstörte ein Hochwasser im Jahre 1210 die Brücke von Perth. Bei der nachfolgenden Brücke sind im Laufe der Jahrhunderte zahlreiche Instandsetzungsmaßnahmen nach Schäden verzeichnet. Zwischen 1599 und 1617 wurde schließlich eine neue Brücke errichtet. Bereits vier Jahre nach Fertigstellung fiel die achtbogige Brücke einem Hochwasser zum Opfer. In den folgenden Jahrzehnten leistete eine Fähre die Tay-Querung. In den 1760er Jahren wurde der Bau der heutigen Perth Bridge beschlossen. Sie wurde nach einem Entwurf des Ingenieurs John Smeaton zwischen 1766 und 1771 erbaut.
Auf Grund des gestiegenen Verkehrsaufkommens wurde die Fahrbahn 1869 verbreitert. Hierbei wurden die Gehsteige auf Konsolen beiderseits der Fahrbahn verlegt. A. D. Stewart plante die Maßnahme. Ab 1859 führte auch eine Pferdetram über die Perth Bridge. 1905 wurde sie elektrifiziert und der Betrieb schließlich 1929 eingestellt. Mit der Fertigstellung des Wasserkraftwerks Pitlochry mit seiner Talsperre nahm die Hochwassergefahr in der zweiten Hälfte des 20. Jahrhunderts ab. Mit der Errichtung der Queen’s Bridge entspannte sich ab 1960 das Verkehrsaufkommen.

## Beschreibung
Der 268 Meter lange Mauerwerksviadukt aus rötlichem, lokal gebrochenem Sandstein überspannt den Tay in Perth mit neun Bögen, von denen der zentrale mit einer lichten Weite von 22,9 Metern der weiteste ist. Seine Pfeiler sind mit spitzen Eisbrechern ausgeführt; die Zwickel mit blinden Oculi. Die ehemaligen Steinbrüstungen wurden im Zuge der Verbreiterung der einst 6,7 Meter breiten Fahrbahn entfernt. Hierbei wurden die Gehsteige auf gusseiserne Konsolen zu beiden Seiten der Brücke verlegt. Gusseiserne Brüstungen begrenzen die Gehsteige. Auf der Perth Bridge quert die A85 (Oban–Dundee) den Tay.